# Distelburg
Distelburg ist eine Ortschaft und eine Katastralgemeinde der Gemeinde Gerersdorf im Bezirk Sankt Pölten-Land in Niederösterreich. Die Ortschaft hat 7 Einwohner (Stand 1. Jänner 2024).

## Geografie
Der Weiler liegt nördlich von Gerersdorf in einer nach Süden exponierten Lage und ist nur über eine Stichstraße erreichbar, die in Friesing abzweigt.

## Geschichte
Im Jahr 1822 wurde der Ort als Dorf mit drei Gehöften genannt, das nach Gerersdorf eingepfarrt war, wohin auch die Kinder eingeschult wurden. Die Herrschaft Melk besaß die Ortsobrigkeit, die Herrschaft Goldegg übte die Landgerichtsbarkeit aus und besorgte die Konskription. Die Untertanen und Grundholde des Ortes gehörten den Herrschaften Melk und St. Pölten.
Laut Adressbuch von Österreich war im Jahr 1938 in Distelburg ein Landwirt mit Ab-Hof-Verkauf ansässig.